# Warszawski Zachodni
Warszawski Zachodni là một huyện thuộc tỉnh Mazowieckie của Ba Lan. Huyện có diện tích 534 km². Đến ngày 1 tháng 1 năm 2011, dân số của huyện là 106794 người và mật độ 200 người/km².